# يو إس بنغلا للطيران الرحلة 211
رحلة 211 يو إس بنغلا للطيران  (BS211/UBG211) هي رحلة طيران كان من المقرر إجراؤها من طرف طائرة للركاب من شركات يو إس بنغلا للطيران انطلاقا من مطار شاه جلال الدولي، دكا في بنغلاديش إلى مطار تريبهوفان الدولي، كاتماندو في نيبال. انطلقت الرحلة في 12 آذار/مارس 2018 على الساعة 14:15 بالتوقيت المحلي (UTC 8:15) ثم تحطمت أثناء الهبوط وكان على متنها 71 شخصا توفي 50 منهم، في حين نجا الـ 21 الآخرون كما تضررت الطائرة بشدة جراء اشتعالها بالنيران.

## الطاقم والركاب
كانت الطائرة تحمل 67 راكبا وأربعة من أفراد الطاقم، بما في ذلك طفلين. جنسيات الركاب على الشكل التالي:
| الجنسية      | الركاب | الطاقم | مجموع |
| ------------ | ------ | ------ | ----- |
| نيبال        | 33     | 0      | 33    |
| بنغلاديش     | 32     | 4      | 36    |
| الصين        | 1      | 0      | 1     |
| جزر المالديف | 1      | 0      | 1     |
| المجموع      | 67     | 4      | 71    |